# Tri-States Pipeline (трубопровід для ЗВГ)
Tri-States Pipeline (трубопровід для ЗВГ) – трубопровід на півдні США, призначений для транспортування суміші зріджених вуглеводневих газів з газопереробних заводів Алабами та Міссісіппі до установок фракціонування в Луїзіані.
В кінці 1990-х на схід від дельти Міссісіппі почали роботу офшорні газозбірні системи Dauphin Island Gathering Partners та Destin Pipeline, які подають природний газ на газопереробні заводи Мобіл-Бей (Алабама) та Паскаґула (на узбережжі штату Міссісіппі). Відібрані на ГПЗ зріджені вуглеводневі гази передбачалось транспортувати для фракціонування на захід в Луїзіану за допомогою трубопроводу Tri-States Pipeline, будівництво якого стартувало в 1998-му та завершилось через рік. Споруда, що починається від ГПЗ Мобіл-Бей, має довжину 168 миль, з яких 121 милю склали новозбудовані ділянки, при цьому її діаметр переважно становить 400 мм.
Система, розрахована на перекачування 80 (за іншими даними – 95) тисяч барелів ЗВГ на добу, завершується в Кеннер на західній околиці Нового Орлеану. Звідси ЗВГ можуть подаватись у північно-західному та західному напрямку:
- через трубопровід Вілпрайз (Wilprise) довжиною 33 милі та діаметром 400 мм з максимальною потужністю 60 тисяч барелів, що прямує до комплексу підземних сховищ Соренто, з району якого в свою чергу створено доступ до фракціонатору Батон-Руж;  
- до установки фракціонування Норко;
- через трубопровід Belle Rose Pipeline довжиною 48 миль та діаметром 300 мм на установку фракціонування Промікс, котра працює поряд зі ще одним комплексом підземних сховищ Гранд-Байу.
На початку 2000-х основна частина доставлених по системі ЗВГ спрямовувалась у напрямку Соренто (в 2002-му – 42 із 56 тисяч барелів).